# Lindener Butjer

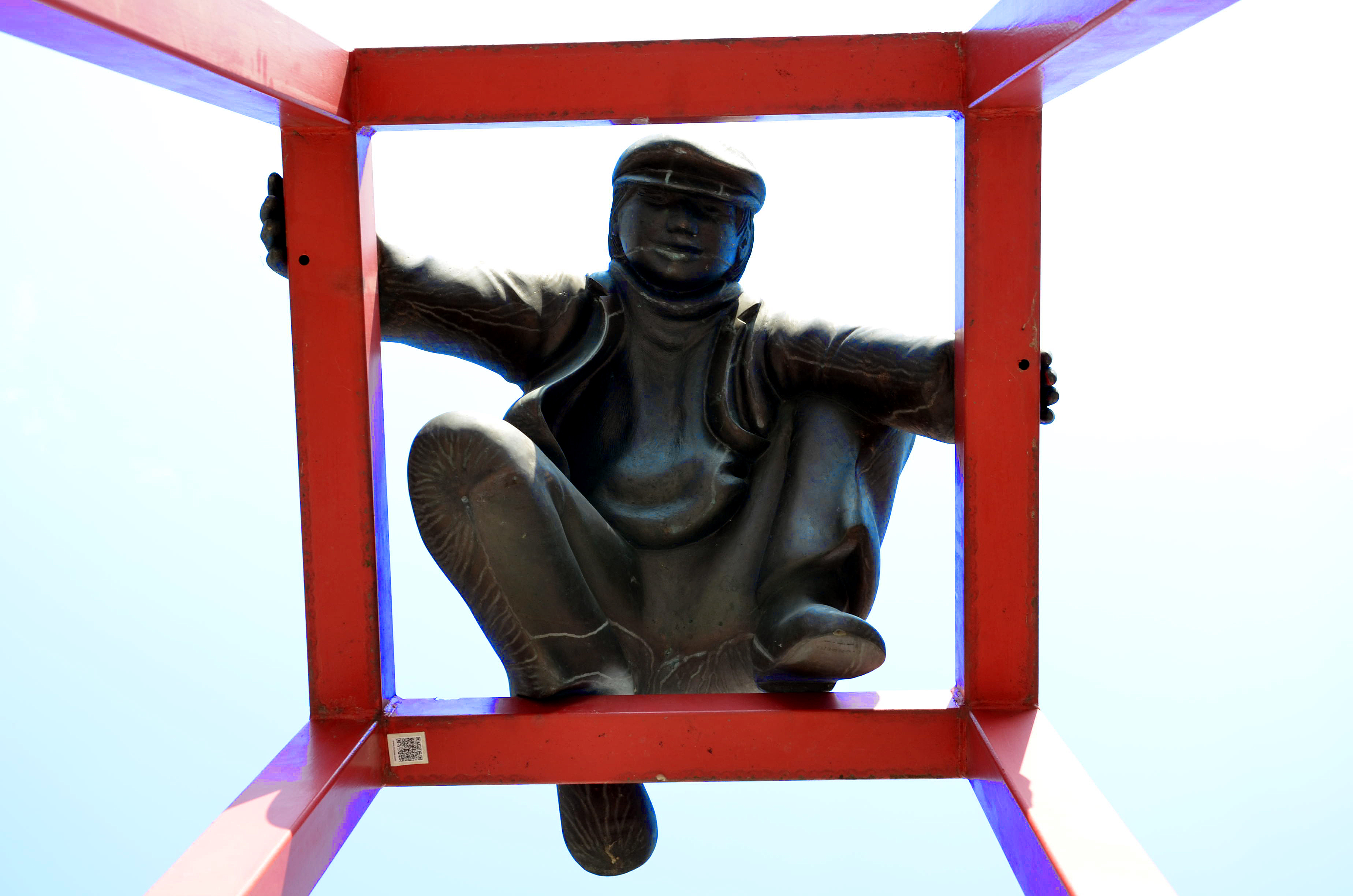
Skulptur des Lindener Butjer

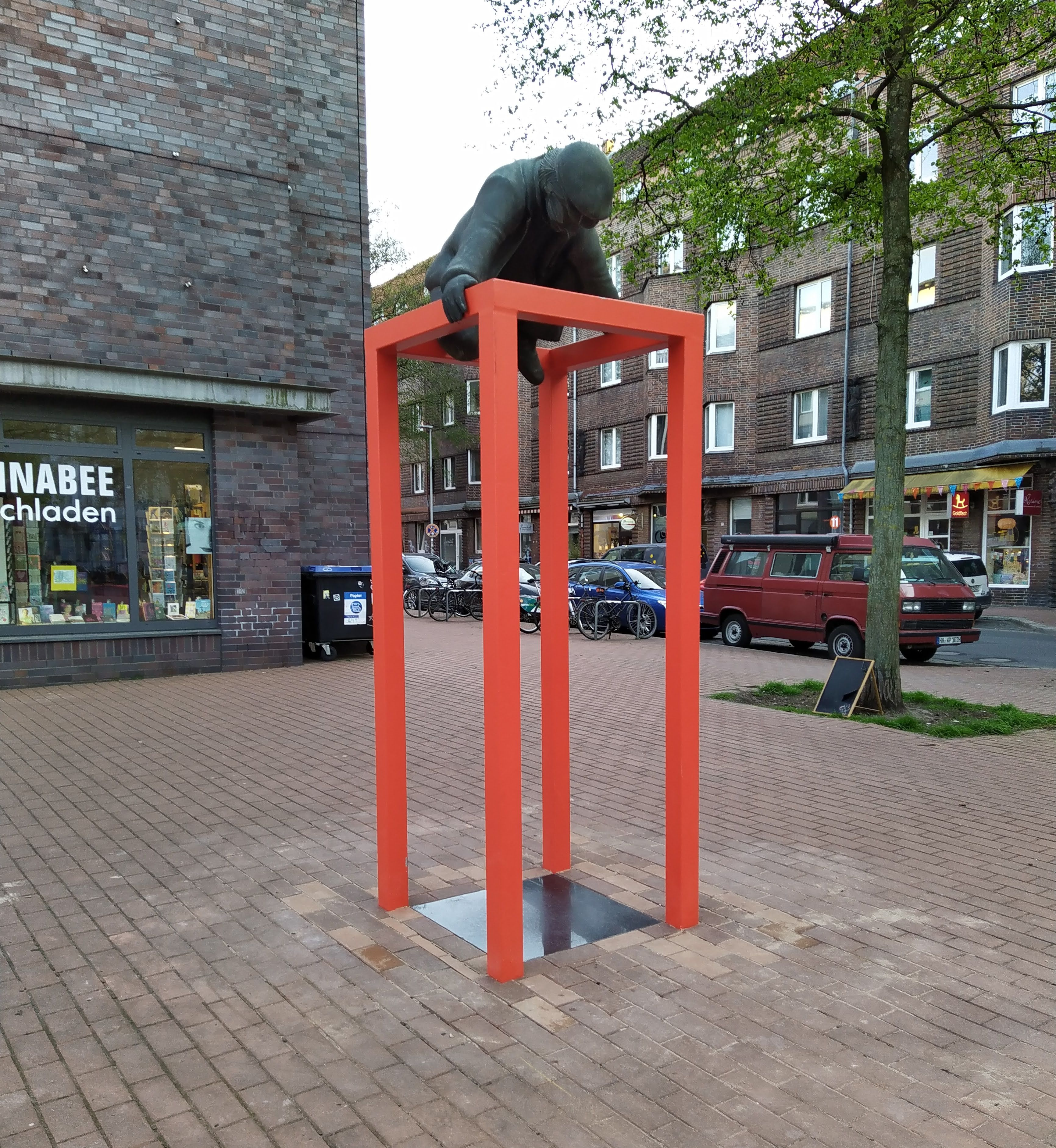
Gesamtansicht am Standort in der Stephanusstraße

Der Lindener Butjer ist die Skulptur eines sogenannten Butjers der Bildhauerin Ulrike Enders. Standort des Kunstwerks im öffentlichen Raum ist seit April 2022 die Stephanusstraße im hannoverschen Stadtteil Linden-Mitte.

## Geschichte
Die Einwohner von Hannover nahmen früher den Schmähbegriff Butjer für ungebetene Gäste aus den damaligen Vororten der Stadt, also Leute, die „von buten rin“, von draußen rein kamen. Insbesondere die Bewohner von Linden nahmen den Begriff für sich als Ehrenbegriff und nannten sich seitdem stolz Butjer.

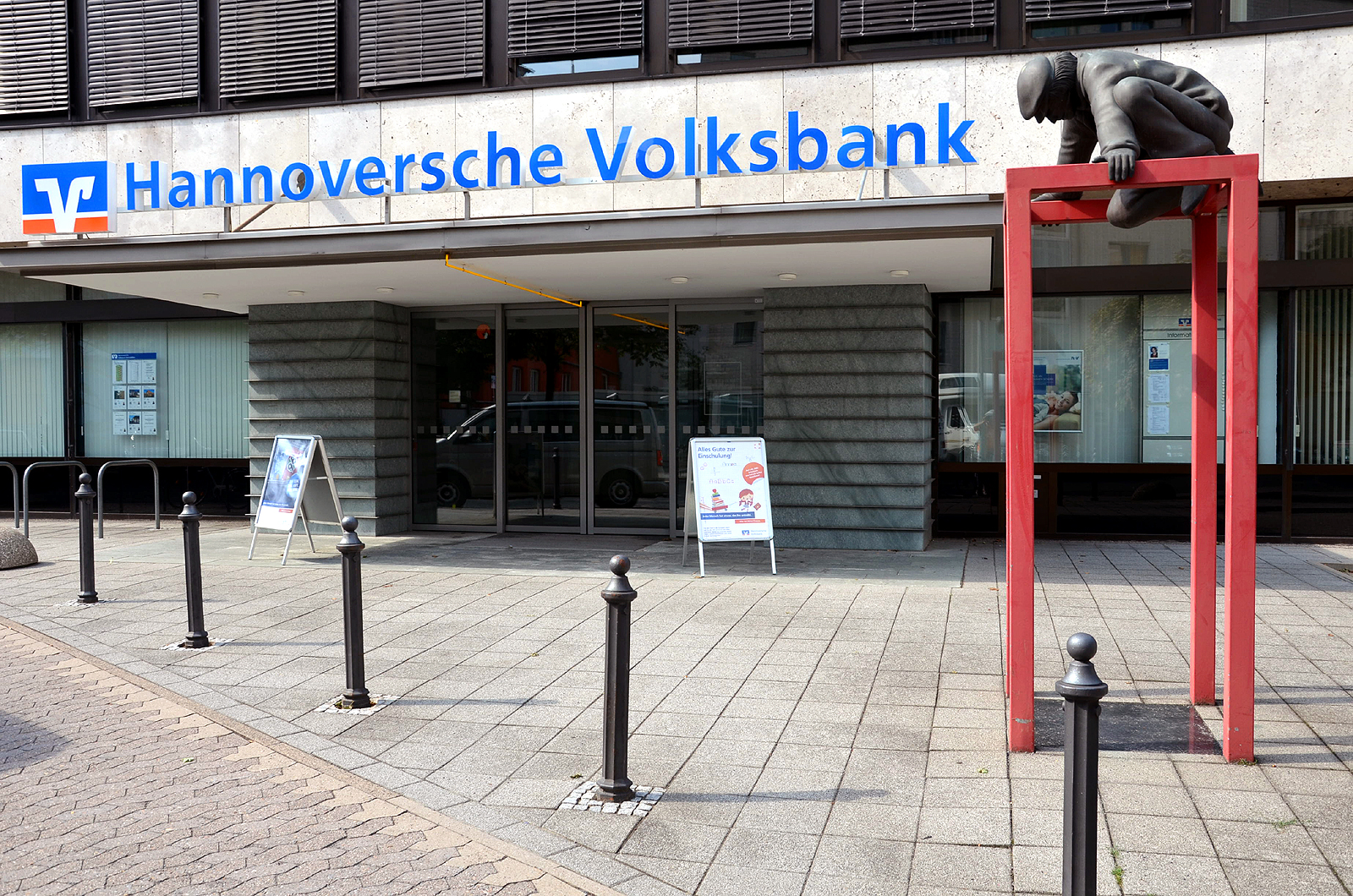
Die Installation am alten Standort vor der Hannoverschen Volksbank (2013)

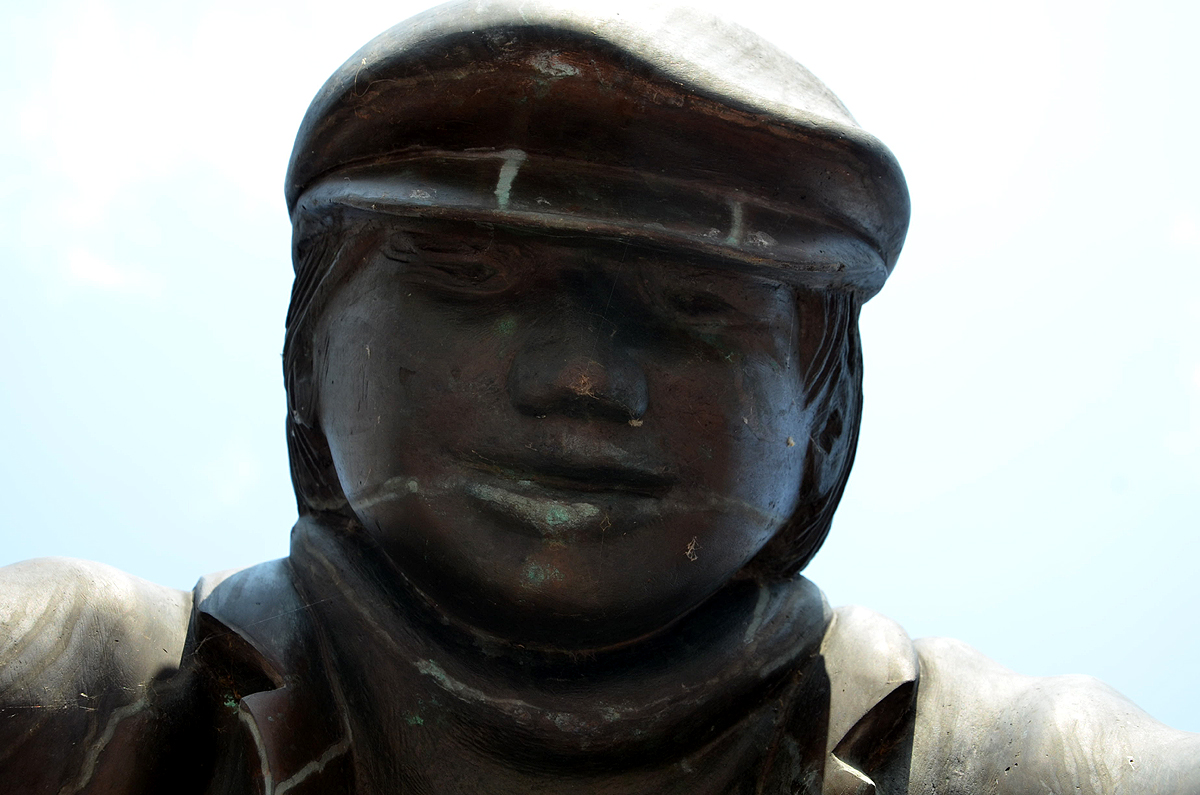
Kopf der Skulptur

Aus Anlass des hundertjährigen Bestehens der Lindener Volksbank stiftete diese die 1990 aufgestellte Skulptur vor ihrer ehemaligen Zentrale – „auch wenn sich ein wahrer Butjer natürlich nicht vor dem Kapital beugt“.
Das Kunstwerk zeigt einen auf einem rot lackierten Stahlgerüst kletternden, typischen Arbeiter-Jungen, der eine Schirmmütze trägt und lächelnd von oben auf den Betrachter herab blickt. Je nach Standpunkt ist im Hintergrund eine weiß gestrichene Brandmauer mit der bunten Aufschrift Lebendiges Linden zu sehen – Der „Verein ‚Lebendiges Linden‘ will die Verbundenheit der Bürger mit dem Stadtteil fördern“. Dessen ehemaliger Vorsitzender Egon Kuhn und andere erläuterten auch die vom Verein gestaltete Butjer Route durch Linden, die unter anderem etwa am Büro Dr. Schumacher oder an der Geschichtswerkstatt Linden vorbeiführt.
Standort war zunächst und für über 30 Jahre die ehemalige Lindener Volksbank (heute: Hannoversche Volksbank) in der Minister-Stüve-Straße im hannoverschen Stadtteil Linden-Mitte. Das Gebäude der Volksbank wird (Stand: April 2022) abgerissen und durch einen Wohngebäude ersetzt. In diesem Zusammenhang wurde die Skulptur im April 2022 ca. 40 m westlich in der Nähe des Spielplatzes neu aufgestellt.